# سونیک راش ادونچر
سونیک راش ادونچر (به انگلیسی: Sonic Rush Adventure) یک بازی پرشی توسعه‌یافته توسط سونیک تیم و دیمپس می‌باشد که توسط سگا در سال ۲۰۰۷ برای نینتندو دی‌اس منتشر گردید. سونیک راش ادونچر دنبالهٔ سونیک راش می‌باشد و داستان آن سونیک خارپشت و تیلز را دنبال می‌کند که به یک بعد موازی تلپورت شده‌اند و درحالی که با گروهی از ربات‌های دزد دریایی به مبارزه پرداخته‌اند از بلیز گربه طلب کمک می‌کنند.